# Santa Cruz (kommun i Chile)
Santa Cruz är en kommun i Chile.   Den ligger i provinsen Provincia de Colchagua och regionen Región de O'Higgins, i den södra delen av landet, 150 km sydväst om huvudstaden Santiago de Chile.
Trakten runt Santa Cruz består till största delen av jordbruksmark. Runt Santa Cruz är det ganska tätbefolkat, med 93 invånare per kvadratkilometer.